# Entrevaux (siège titulaire)
Le siège titulaire d'Entrevaux est un siège titulaire de l'Église catholique, situé dans le territoire du diocèse de Digne, Riez et Sisteron.
Etabli en 2009, il restaure le siège historique du diocèse de Glandèves.

## Histoire
Il fut le siège du diocèse de Glandèves, fondé au Ve siècle dans l'ancien village gauloise de Glanate (appelé Intervallis par les romains).
La cité épiscopale historique de la Sedz est située à 1km de ce qui se préfigure à l'époque être l'actuelle ville d'Entrevaux.
Le diocèse de Glandèves, dont le siège fut surtout à Entrevaux, est supprimé en 1790 et 1801.
Il est rétabli par Benoit XVI en janvier 2009.

## La cathédrale
- Cathédrale Notre-Dame-de-la-Sed d'Entrevaux, cathédrale du Ve siècle au XVe siècle
- Cathédrale Notre-Dame-de-l'Assomption d'Entrevaux, cathédrale de 1624 à 1790 / 1801

## Évêques

### Évêques titulaires
- Depuis 2009 : Jean Laffitte, évêque français au service de la curie romaine